# Histoire de la Commune de 1871
Le livre Histoire de la Commune de 1871 est un ouvrage historique de Prosper-Olivier Lissagaray. Édité en 1876 à Bruxelles par Henry Kistemaeckers, il traite de la Commune de Paris, des autres Communes de 1871, puis de la « grande mitraille » des communards. Il se fonde sur une enquête approfondie auprès d'anciens communards exilés en Suisse et en Angleterre, sur les documents de l'époque et sur le vécu de l'auteur lui-même.
En 1871, lors de son exil à Bruxelles, Lissagaray écrit Huit journées de mai derrière les barricades, prémices à chaud  de l'Histoire de la Commune.
Mais « Lissa » veut s'en remettre à la vérité objective, puisque « celui qui fait au peuple de fausses légendes révolutionnaires, celui qui l’amuse d’histoires chantantes, est aussi criminel que le géographe qui dresserait des cartes menteuses pour les navigateurs ».
Il s'informe donc sérieusement de 1871 à 1876 sur la Commune, non plus comme un journaliste mais comme un historien, car « le vainqueur guettera la moindre inexactitude pour nier tout le reste ».
Bien que ce soit un récit historique et une mise à plat des faits contre le rapport mensonger des vainqueurs, c'est un hymne à l'humanité, aux héros, à la liberté et à l'émancipation de la classe travailleuse et des femmes, un hymne à l'égalité.
Mais, c'est aussi le livre qui dérange, même encore aujourd'hui, puisqu'il est à la fois une critique haineuse contre le gouvernement de Versailles et la presse anti-communarde ainsi qu'une critique passionnée contre la gestion stratégique militaire, politique et sociale de la Commune, c'est-à-dire de ses représentants. Ce qui lui a valu d'ailleurs des réticences de la part de certains communards comme Jules Vallès.

## Histoire de l'Histoire
En 1897, les héritiers d'Henri-Ferdinand Dolbeau intente un procès contre Lissagaray et  à Curel et Fayard, éditeurs,  à propos d'un passage de la 10e édition, p. 403, qui indique « L'extradition florissait à Paris. Peu d'amis, plus de camarades. Des refus impitoyables où des délations: Un médecin renouvela les infamies de 1834. Tout le monde, à l'hôpital Beaujon, voulait sauver un fédéré blessé; le chirurgien Dolbeau, professeur à la Faculté, fit monter les soldats et enlever ce malheureux, qu'ils fusillèrent ». Les éditeurs sont condamnés à verser 1 franc de dommages-intérêts et Lissagaray a faire disparaitre le passage jugé diffamatoire.

## Éditions successives
- 1876 : Librairie contemporaine de Henry Kistemaeckers, Bruxelles
- 1896 : librairie E. Dentu, Paris (texte augmenté considérablement)
- 1929 : Librairies du travail, Paris (chapitré et préfacé par Amédée Dunois)
- 1946 : éditions Rivière, Paris
- 1966 : éditions de Delphes, Paris
- 1967 : éditions François Maspero, coll. « Petite collection Maspero », Paris (avant-propos de Jean Maitron)
- 1982 : éditions François Maspero, Paris
- 1990 : éditions La Découverte, coll. « Textes à l'appui », Paris
- 1996 : éditions La Découverte, Paris
- 2000 : éditions La Découverte & Syros, Paris.